# ウエルシア関西
ウエルシア関西株式会社（ウエルシアかんさい、WELCIA KANSAI CO.,LTD.）は、かつて大阪府堺市に本社を置いていたドラッグストア。

## 概要
以前はドラッグストアの「イレブン」とビューティーに特化した「健美館」を運営しており、「イレブン」の由来は大阪府下で深夜営業の草分け的存在（9:00 - 23:00に営業していた）に因み、四六時中お客様の健康に気を配っている安心感といつでも開いている利便性を含ませたものであった。
長らく独立採算だったがグローウェルホールディングス株式会社（現・ウエルシアホールディングス株式会社）の傘下に入り、イオン系のハピコムに加盟した。店舗は大阪府南部・泉州地方を地盤としたドミナント戦略であるが、合併した企業の関係で淡路島と志摩半島にも店舗を持つ。
ちなみに、九州地方に拠点を置くドラッグストア・ドラッグイレブンとは資本や人材共に全く関係のない別会社である。
2012年9月に親会社がウエルシアホールディングス株式会社に商号変更するにあたり、グループ一体化による認知度向上を目的に当社もウエルシア関西株式会社に商号変更した。
また、屋号に関しても2014年2月28日にスーパードラッグイレブン助松店をウエルシア泉大津助松店に屋号及び店舗名を変更したことを皮切りに、これまで使用していた「スーパードラッグイレブン」・「スーパードラッグイレブン健・美・館」・「ハートランド」・「イレブン薬局」をグループ会社のウエルシア関東が使用している屋号である「ウエルシア」・「ウエルシア薬局」に順次屋号変更されており、従来からの「イレブン」の屋号店舗は縮小されている。また地名が追加されるなど、一部の店舗を除くほとんどの店舗で店舗名も変更されている。7月16日に栗東手原店が「スーパードラッグイレブン」から「ウエルシア」に屋号変更したことで、直営店は全て「ウエルシア」・「ウエルシア薬局」に屋号変更・統一された。
同年9月1日をもって、同社とウエルシア関東・高田薬局・ウエルシア京都が合併し、ウエルシア薬局が発足され解散。

## 沿革
- 1975年（昭和50年）2月 - ファルマ槌屋薬局（ファルマつちややっきょく）が開業。
- 1990年（平成2年）2月 - 槌屋ビル竣工。
- 1991年（平成3年）12月 - 羽曳野市に第一号店となるスーパードラッグイレブンを開業。
- 1994年（平成6年）11月 - 10店舗達成。
- 1997年（平成9年）6月 - フランチャイズ1号店である天王寺勝山店を開業。
- 2001年（平成13年）
  - 5月 - 売上金100億円達成。
  - 9月 - 和歌山県に進出。岩出店で30店舗達成。
- 2005年（平成17年）1月 - 新業態の「健・美・館」の展開を開始し、同業態の1号店として鶴山台店を開業（2014年5月8日付で「ウエルシア和泉鶴山台店」に改称）。
- 2006年（平成18年）5月 - 売上高200億達成。
- 2008年（平成19年）4月 - 志摩半島に拠点を置く株式会社ケアーズ（府内にあるケアーズとは別企業）を子会社化。
- 2010年（平成20年）
  - 3月 - グローウェルホールディングスの傘下となる。
  - 8月 - 淡路島に拠点を置く株式会社ハートランドを吸収合併。
- 2012年（平成24年）
  - 3月 - 子会社の株式会社ケアーズから6店舗を事業譲渡により譲り受ける。
  - 9月 - ウエルシア関西株式会社に商号変更[1]。
  - 10月 - Tポイントサービスの導入を開始（同年12月に全店導入完了）、これに伴って、従来の「イレブンポイントカード」はTポイントサービス全店導入完了時から半年間のポイント還元期間を経て廃止[3]。
- 2013年（平成25年）
  - 3月 - 守山古高店の開業により滋賀県に進出。
  - 7月 - イレブン名張蔵持店が当社初のディスカウントストア「激安No.1コストジャック」に業態転換。
  - 10月 - 当社初のイオンタウン内店舗となるイオンタウン彦根店をオープン。この店舗で、初めて店舗外観に『ウエルシア』ロゴが掲げられる[4]。
  - 12月 - 木津川州見台店の開業により京都府に進出。本店舗は通常の『イレブン』の店舗ロゴではなく、『ウエルシア』ロゴが掲げられている[5]。
- 2014年（平成26年）
  - 2月28日 - スーパードラッグイレブン助松店をウエルシア泉大津助松店に屋号・店舗名を変更したことを皮切りに、「イレブン」から「ウエルシア」への屋号変更を開始[2]。
  - 3月 - 当社運営店舗で初の「ウエルシア」ブランドの新規店舗であるウエルシア伊勢川崎店を開業。
  - 7月 - 栗東手原店の屋号変更により、直営店での「ウエルシア」・「ウエルシア薬局」への屋号変更・統一を完了。
  - 9月1日 - ウエルシア関東・高田薬局・ウエルシア京都と合併し、存続会社となるウエルシア関東はウエルシア薬局に商号変更され解散。

## 店舗数
2014年7月時点
- 大阪府 - 58店舗（ウエルシア52店舗、フランチャイズ1店舗、ウエルシア薬局5店舗）
  - 大阪市内エリア - 10店舗（ウエルシア8店舗、フランチャイズ(スーパードラッグイレブン)1店舗、ウエルシア薬局1店舗）
  - 北大阪エリア - 1店舗（ウエルシア薬局）
  - 東大阪エリア - 1店舗（ウエルシア）
  - 羽曳野・松原エリア - 5店舗（ウエルシア）
  - 堺エリア - 13店舗（ウエルシア12店舗、ウエルシア薬局1店舗）
  - 南河内エリア - 7店舗（ウエルシア6店舗、ウエルシア薬局1店舗）
  - 泉北エリア - 7店舗（ウエルシア）
  - 泉大津・高石・岸和田エリア - 8店舗（ウエルシア）
  - 泉南エリア - 6店舗（ウエルシア5店舗、ウエルシア薬局1店舗）
- 和歌山県 - 10店舗（ウエルシア）
- 兵庫県 - 18店舗（ウエルシア17店舗、ウエルシア薬局1店舗）
  - 兵庫エリア - 10店舗（ウエルシア）
  - 淡路島エリア - 8店舗（ウエルシア7店舗、ウエルシア薬局1店舗）
- 三重県 - 9店舗（ウエルシア8店舗、コストジャック1店舗）
- 奈良県 - 2店舗（ウエルシア）
- 滋賀県 - 3店舗（ウエルシア）
- 京都府 - 2店舗（ウエルシア）